# Дикман, Джанет
Джане́т Ди́кман (англ. Janet Dykman; род. 17 января 1954, Монтерей-Парк, Калифорния, США) — американская спортсменка — стрелок из лука. Участница трёх Олимпийских игр. Четырёхкратная чемпионка Панамериканских игр.

## Спортивная биография
Заниматься стрельбой из лука Джанет Дикман начала в 16 лет, но после окончания школы в 1972 году завершила свои занятия по стрельбе и стала обучаться изготовлению керамических изделий. Спустя 12 лет, будучи зрителем на летних Олимпийских играх в Лос-Анджелесе, Дикман вспомнила о своём прежнем увлечении и решила вернуться к занятиям по стрельбе из лука. Долгое время она принимала участие только в местных соревнованиях.
Первый крупный успех на международной арене у Дикман случился на Панамериканских играх 1991 года в кубинской Гаване. В соревнованиях лучников на дистанции 50 метров американская спортсменка завоевала золотую медаль.
В 1995 году на Панамериканских играх в аргентинском городе Мар-дель-Плата Дикман стала героиней игр, завоевав 2 золотые и 2 серебряные медали.
Впервые приняла участие в Олимпийских играх в 1996 году в Атланте. На момент начала турнира американской лучнице исполнилось уже 42 года. В квалификации к индивидуальным соревнованиям Джанет набрала 646 очков и заняла 17 место. Пройдя два раунда основного турнира, Дикман в 1/8 финала встретилась с китаянкой Ван Сяочжу и уступила ей 149:156. В командном турнире американская сборная выбыла уже в первом раунде, уступив спортсменкам из Казахстана.
В 2000 году Дикман вновь пробилась в состав сборной США для участия в Олимпийских играх в Сиднее. В квалификации индивидуальных соревнований Джанет набрала 636 очков и заняла 16 место, но уже в первом раунде выбыла из соревнований, заняв 53 место, уступив хозяйке игр австралийке Мишель Тремеллинг 146:154. В командном турнире американская сборная заняла 5 место, показав свой лучший результат за последние 12 лет, дойдя до четвертьфинала, где уступили сборной Южной Кореи 240:252.
На Панамериканских играх 2003 года Дикман удалось завоевать свою четвёртую золотую награду, выиграв соревнования лучников в командном турнире.
В 2004 году Джанет Дикман в возрасте 50 лет приехала на свои третьи олимпийские игры в Афины. Американская спортсменка стала самой возрастной участницей турнира лучников. В квалификации индивидуального турнира Джанет набрала лишь 619 очков, заняв при этом 44 место. В первом раунде американская лучница проиграла британской спортсменке Элисон Уилльямсон 121:147. В командном турнире сборная США, уступив сборной Греции 227:230, заняла 13 место.
В настоящее время является тренером юношеской олимпийской сборной США по стрельбе из лука.

## Личная жизнь
Родители Джанет Дикман голландские иммигранты, приехавшие в США в 1948 году. Сама Джанет очень хорошо владеет голландским языком.